# Всемирная федерация породнённых городов
Всемирная федерация породнённых городов (ВФПГ) — международная неправительственная организация, существовавшая с 1957 по 2004 гг., когда в результате объединения с Международным союзом местных властей (IULA) и Метрополис (Metropolis.org) возникла Всемирная организация «Объединённые города и местные власти».
Целью её деятельности являлось укрепление дружественных связей между городами различных государств, объединяла свыше 3 500 городов более чем 160 стран. Местопребывание организации — Париж. С 1963 года по инициативе ВФПГ в последнее воскресенье апреля отмечается Всемирный день породнённых городов.

## История организации
Первое соглашение о дружбе и сотрудничестве между городами стран-союзников по Антигитлеровской коалиции было подписано ещё в 1944 году между Сталинградом и английским Ковентри — городами, практически полностью разрушенными войной.
Основана представителями городов-побратимов в Экс-ле-Бен (Франция) 28 апреля 1957 года.
В 1962 году по инициативе Всемирной федерации породнённых городов было принято решение отмечать каждый год, начиная с 1963, в последнее воскресенье апреля, Всемирный день породнённых городов.
В 1964 году советские породнённые города объединились в Ассоциацию по связям советских и зарубежных городов. Она вошла в Союз советских обществ дружбы (ССОД) и являлась коллективным членом Всемирной федерации породнённых городов (ВФПГ).
В 1970 году ВФПГ объединяла до тысячи городов более 50 стран Европы, Азии, Африки и Америки.
К 2000 году федерация объединяла свыше 3500 городов более чем 160 государств. Свыше ста городов России уже установили связи более чем с двумястами городами стран мира.
В 2004 году в Париже учреждена Всемирная организация Объединённые города и местные власти. Это завершило процесс слияния крупнейших мировых организаций, объединяющих местные власти, — Всемирной федерации породнённых городов (ВФПГ) и Международного союза местных властей (МСМВ), а также ассоциации крупных городов «Метрополис».

## Цели организации
Целью организации ВФПГ является содействие развитию дружественных связей между городами различных стран в области экономического и культурного сотрудничества, образования, медицины, защиты окружающей среды и т. д. В федерации принимают участие, как отдельные члены — города, так и коллективные — ассоциации или иные объединения городов. Цели и задачи ВФПГ изложены в уставе — так называемой «Хартии породнённых городов» и в «Политической программе породнённых городов».

## Устройство
Высший руководящий орган ВФПГ — Генеральная ассамблея (конгресс), состоящая из делегатов городов — членов федерации, созывается один раз в 2 года и избирает Исполнительный совет из 42 членов. В промежутке между ассамблеями, не реже одного раза в год собираются коллегия президентов, высший и международный советы. ВФПГ проводит международные конгрессы и конференции породнённых городов по различным проблемам, с 1963 ежегодно организует слёты молодёжи породнённых городов. ВФПГ издаёт сборник «Cites Unies» 2-3 раза в год. Оперативное управление осуществляется советом управления. Каждый из семи членов коллегии президентов поочерёдно выполняет функции президента-исполнителя.

## Эмблема
Эмблема Всемирной федерации породнённых городов представляет собой два соединённых кольца, означающие союз, и расположенный между ними ключ, символизирующий в геральдике город.